# Володимир Мамонов
Володимир Мамонов (латис. Vladimirs Mamonovs; народився 22 квітня 1980 у м. Рига, Латвія) — латвійський хокеїст, лівий нападник. Виступає за «Металургс» (Лієпая) у Білоруській Екстралізі. 
Виступав за команди «Юніорс» (Рига), ХК «Рига», ХК «Рига 2000», «Металургс» (Лієпая), «Вельфе Фрайбург».
У складі національної збірної Латвії учасник зимових Олімпійських ігор 2006. У складі молодіжної збірної Латвії учасник чемпіонатів світу 1999 (група B) і 2000 (група B).